# Woda miętowa
Woda miętowa (łac. Aqua Menthae piperitae FP XIII) – preparat galenowy będący wodą aromatyczną sporządzany w zakresie receptury aptecznej według przepisu farmakopealnego. W Polsce na stan obecny (2024) skład określa Farmakopea Polska XIII. Stanowi roztwór olejku mięty pieprzowej, przygotowany za pomocą wykłócenia rozcierki olejkowej z talkiem w świeżo przegotowanej, odtlenowanej wodzie oczyszczonej i przesączenia Woda miętowa jest bezbarwną lub lekko opalizującą cieczą o zapachu mięty. Ze względu na niejednorodny skład chemiczny olejku mięty pieprzowej, stanowi układ o częściowej dyspersji molekularnej i koloidalnej.
Współcześnie woda miętowa jest bardzo rzadko stosowana per se jako lek w zaburzeniach trawienia, skurczach żołądka, braku łaknienia, kolce jelitowej. Natomiast znacznie częściej wykorzystywana w recepturze jako składowa innych preparatów magistralnych, najczęściej jako corrigens lub solvens a nawet adiuvans, m.in. jest składową Płukanki Parmy.